# Eugenio Sánchez
Eugenio Sánchez López (Calp, 10 marzo 1999) è un ciclista su strada spagnolo che corre per il team Victoria Sports Pro Cycling; è professionista dal 2022.

## Palmarès
- 2017 (Juniores)

1ª tappa Vuelta al Besaya (Los Corrales de Buelna > Potes)
Classifica generale Vuelta al Besaya
- 2019 (Lizarte, due vittorie)

3ª tappa Volta a Castelló (Castellón de la Plana > Vistabella del Maestrazgo)
Classifica generale Volta a Castelló
- 2021 (Lizarte, una vittoria)

Classifica generale Vuelta a Zamora

### Altri successi
- 2019 (Lizarte)

Classifica a punti Volta a Castelló
- 2021 (Lizarte)

Classifica giovani Vuelta a Zamora

## Piazzamenti

### Classiche monumento
- Liegi-Bastogne-Liegi

2022: 88º